# Toyota iQ
Toyota iQ – przednionapędowy samochód osobowy marki Toyota klasyfikowany w segmencie aut najmniejszych. Produkowano jedną generację pojazdu w Japonii (2008–2016); Europie (2008–2015) i  Ameryce Płn. (2012–2015), gdzie występował pod nazwą Scion iQ. W plebiscycie na Europejski Samochód Roku 2010 model zajął 2. pozycję (za VW Polo V).

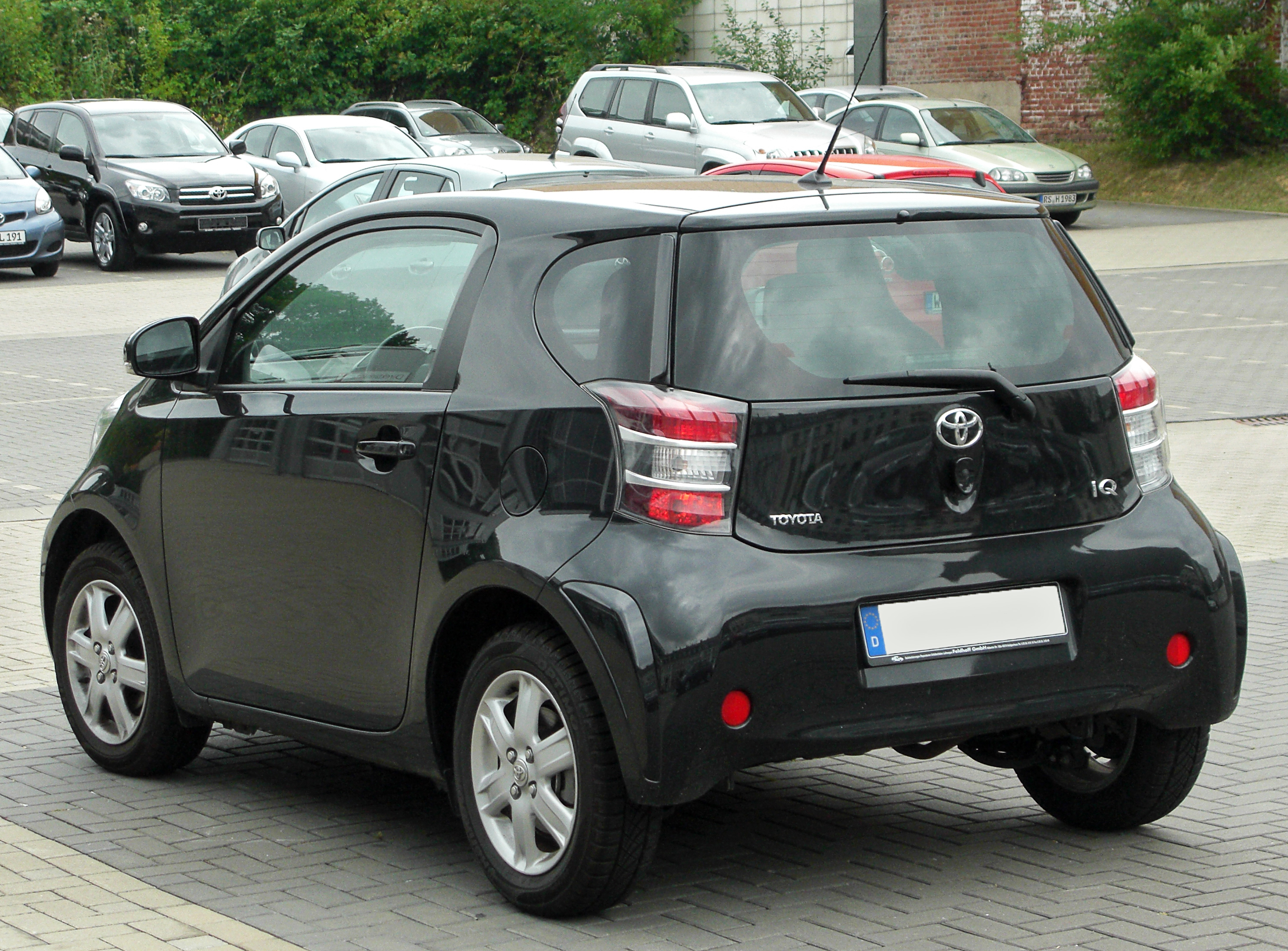
Tył iQ

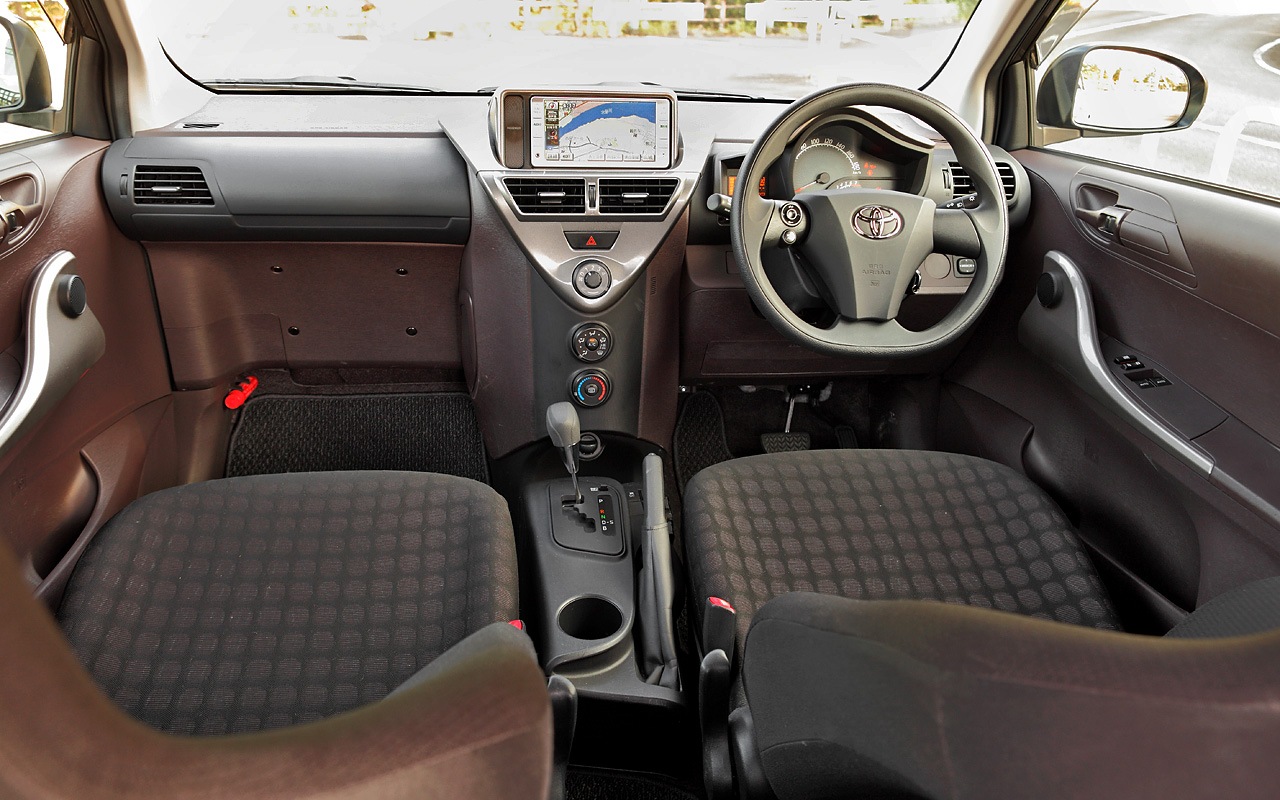
Wnętrze iQ

Wersja koncepcyjna pojazdu została zaprezentowana w Tokio w 2007 roku. Wersję seryjną zaprezentowano w Paryżu w 2008 roku.
W 2010 roku auto przeszło delikatną modernizację.
Wersje wyposażeniowe:
- Luna
- Sol

## Parametry techniczne
|                                               | 1.0 VVT-i                          | 1.33 Dual-VVT-i                    | 1.4 D-4D                           |
| --------------------------------------------- | ---------------------------------- | ---------------------------------- | ---------------------------------- |
| Lata produkcji                                | od listopada 2008                  | od maja 2009                       | od listopada 2008 do kwietnia 2012 |
| Standard trim level                           | iQ                                 | iQ3                                | iQ                                 |
| Silnik                                        | Benzynowy                          | Benzynowy                          | Diesel                             |
| Kod silnika                                   | 1KR-FE                             | 1NR-FE                             | 1ND-TV                             |
| Pojemność skokowa                             | 998 cm³                            | 1329 cm³                           | 1364 cm³                           |
| Moc maksymalna                                | 68 KM (50 kW)                      | 98 KM (72 kW)                      | 90 KM (66 kW)                      |
| Maksymalny moment obrotowy                    | 98 Nm                              | 123 Nm                             | 190Nm                              |
| Skrzynia biegów, standard                     | 5-biegowa manualna skrzynia biegów | 6-biegowa manualna skrzynia biegów | 6-biegowa manualna skrzynia biegów |
| Skrzynia biegów, opcjonalna                   | Bezstopniowa skrzynia biegów       | Bezstopniowa skrzynia biegów       |                                    |
| Koła/ opony                                   | 175 / 65 / R15 J5                  | 175 / 60 / R16 J5                  | 175 / 65 / R15 J5                  |
| Przyśpieszenie, 0 – 100 km/h w sekundach      | 14.7 [15.5]                        | 11.8 [11.6]                        | 10.7                               |
| Prędkość maksymalna, km/h                     | 150                                | 170                                | 170                                |
| Zużycie paliwa w mieście, l / 100 km          | 4.9 [5.7]                          | 5.9 [6.3]                          | 4.8                                |
| Zużycie paliwa na trasie, l / 100 km          | 3.9 [4.1]                          | 4.2 [4.4]                          | 3.5                                |
| Zużycie paliwa w cyklu mieszanym l / 100 km   | 4.3 [4.7]                          | 4.8 [5.1]                          | 4.0                                |
| CO2 emisja (g/km)                             | 99 [110]                           | 113 [120]                          | 104                                |
| Masa własna pojazdu (kg)                      | 845 – 885 [860 – 895]              | 930 – 955                          | 935 – 975                          |
| Dopuszczalna masa całkowita (kg)              | 1200 – 1210                        | 1270                               | 1280 – 1285                        |
| Emisja hałasu(Dyrektywa EU 70/157/EEC), db(A) | 67.3 [70.2]                        | 69.5 [68.6]                        | 68.                                |